# Nuclear Materials and Equipment Corporation
Nuclear Materials and Equipment Corporation (NUMEC) war ein Unternehmen, das in Apollo, Pennsylvania, eine Anlage für die Aufbereitung von Uran für die Verwendung in Kernreaktoren, zum Beispiel für U-Boot-Antriebe, betrieb. Es wurde vom Chemiker und Erfinder Zalman Shapiro im Jahre 1957 gegründet. Die Anlage wurde später von Babcock & Wilcox erworben. Das Gelände wird derzeit aus 170 Millionen Dollar Steuermitteln von den Altlasten saniert.

## Apollo-Affäre
Die US-Atomenergiekommission stellte 1965 fest, dass 91 Kilogramm Hochangereichertes Uran aus der Anlage verschwunden waren. Uran gilt als hoch angereichert, wenn es z. B. mehr als 20 Prozent des Isotops 235 enthält. Nach dem Erwerb der Anlage durch Babcock & Wilcox wurden weitere Verluste festgestellt. Das U.S. Department of Energy beziffert den Verlust auf 269 Kilogramm (590 lb) Uran im Zeitraum bis 1968 und weiteren 76 kg (170 lb) danach, zusammen 345 kg Uran-235. Die Besuche eines israelischen Agenten im Unternehmen könnten darauf hinweisen, dass das Uran von israelischen Geheimdiensten aus den USA gebracht wurde.

## Film und Fernsehen
- Feuerdrachen